# Farkas Attila Márton
Farkas Attila Márton, röviden: FAM, írói álnevén: Martin Ethelwolf (Budapest, 1965. július 20. –) magyar egyiptológus, kulturális antropológus, vallástörténész, publicista, esszéista. Kutatási területe a buddhista vallástörténet, vallásfilozófia, valamint az ókori egyiptomi túlvilághit.
Tudományos munkássága mellett a baloldali és ökopolitikai publicisztika egyik vezető alakja. A 2000-es években Puzsér Róberttel közösen filmkritikákat írt és filmekkel kapcsolatos rádióműsort is vezetett; azóta is számos téren együttműködnek.

## Életpályája
Egyetemi tanulmányainak megkezdése előtt a Buddhista Misszió által fenntartott Kőrösi Csoma Sándor Intézetben tanult buddhista filozófiát és szanszkrit nyelvet. 1990 és 1992 között a Történelmi Igazságtétel Bizottság megbízásából az 1956-os forradalom után kivégzett személyek anyagait kutatta. Kezdetben régészetet tanult az Eötvös Loránd Tudományegyetem Bölcsészettudományi Karán, amit azonban félbehagyott, majd megkezdte egyiptológiai és kulturális antropológiai tanulmányait, amikből 1996-ban, illetve 1997-ben diplomázott. 1997 és 2000 között PhD-tanulmányokat folytatott az ELTÉ-n, doktori értekezését 2005-ben védte meg. Egyiptológus és kulturális antropológus hivatását azonban régóta nem gyakorolja, saját magát elsősorban esszéistának tartja.
1994 és 1997 között A Tan Kapuja Buddhista Főiskola oktatója volt, ahol a buddhizmus alapjait és vallástörténetét oktatta. 1995-ben ösztöndíjasként résztvevője a thébai magyar expedíció ásatásainak.
1998-ban jelent meg a Buddhizmus Magyarországon című könyve, melyben a buddhizmus magyarországi történetével foglalkozik, és bemutatja a buddhizmushoz közvetlenül és közvetetten kötődő szervezeteket és személyeket. Az írásban komoly kritikával illeti az ezoterikus jobboldal körében népszerűvé vált önjelölt táltos, a modern magyarországi sámánizmus „nemzeti vonulatához” tartozó, a buddhizmussal közvetett kapcsolatban lévő, áltudományos, ezoterikus, keresztényellenes és neopogány nézeteket propagáló Pap Gábor művészettörténész dilettáns tevékenységét.
1998 és 2003 között a Luft Ulrich vezette keleti sivatagi expedíció tagja volt, itt sziklarajzokat és -feliratokat dolgozott fel. PhD-ösztöndíjasként az ELTE egyiptológiai tanszékén oktatott. 2002 és 2003 között Budapest Főváros Levéltára támogatásával a Történeti Hivatalban kutatott a késő-kádári korszak gödöllői ellenzéki mozgalmairól. 2004-től az MTA Kultúrakutató Intézete szimbólumkutató csoportjának kutatója. Emellett 2003 és 2005 között sajtótörténeti kutatást végzett az idegenség fogalmáról az 1945 és 2000 közötti időszakban. Ugyanekkor a Debreceni Egyetem-ELTE Társadalomtudományi Kar támogatásával életútinterjúkat készített a magyarországi holokauszt egyes túlélőivel. 2005-ben visszatért a buddhista főiskolára, ahol a Kelet-Nyugat Kutatóintézet egyik alapítója és oktatója lett.
Oktatói és kutatói tevékenységén kívül aktív publicisztikai tevékenységet is folytat. Írásai elsősorban a baloldali, illetve ökopolitikai gondolkodás, valamint a magyarországi szélsőjobboldal helyzetével foglalkoznak, de irodalomkritikai cikkeket is írt. Neveltetésénél fogva a jobboldalon kezdte a politizálást. 1984-ben barátaival Isaszegen síremléket állított a szovjet és román csapatok ellen harcoló magyar katonáknak, ami az első ilyen emlékmű az országban.
1989 januárjában belépett a Független Kisgazdapártba (FKGP), és aktívan részt vett Roszík Gábor első ellenzéki országgyűlési képviselő helyi kampányában. 1999-ben, a Seattle-ből kiinduló antiglobalizációs mozgalmak hatására fordult a rendszerkritikai baloldal felé. Tagja volt az Attac-nak és rendszeresen publikált az indymedia.org-on is. A Lehet Más a Politika kezdeményezés egyik alapítója volt. A 2014-es országgyűlési választáson a 2009-ben párttá alakult ökopolitikai szervezet országos listáján szimbolikus helyen szerepelt, azonban később eltávolodott tőlük.
Ezenkívül több film elkészítésében is részt vett (Az eskü – forgatókönyvíró, Géniusz, az alkimista – írói konzulens). 1993 és 2001 között több műsora volt a Tilos Rádióban. 2009 és 2011 között A hét mesterlövésze címmel heti rendszerességgel filmeket feldolgozó rádióműsort vezetett Puzsér Róberttel közösen. Ezenkívül a Bëlga együttes Arany című lemezén több dal szövegírója volt. Harrison Fawcett (Fonyódi Tibor) róla mintázta Aranypiramis c. kalandregénye őrült egyiptológus főszereplőjét, Martin Ethelwolfot, de a műben Farkas A. Marton néven is megjelenik, mint a sírrablók szövetségének legendás alapítója.
2011-től Puzsér Róberttel közösen vezeti az Apu azért iszik, mert te sírsz! című rendezvénysorozatot, amely közéleti, társadalmi, kulturális és spirituális kérdéseket feszeget.

## Könyvei
- Ísvarakrisna: A számvetés megokolása – Patandzsali: Az igázás szövétneke (Tenigl-Takács Lászlóval, 1994)
- Buddhizmus Magyarországon. Az alternatív vallásosság egy típusának anatómiája (1998)
- Az alkímia eredete és misztériuma; Balassi, Bp., 2001 (Arbor könyvek)
- Filozófia előtti filozófia. Szimbolikus gondolkodás az ókori Egyiptomban (2003)
- Arrobori, avagy a honi politikai közbeszéd természetrajza (2006)
- Az edény széttörése – Bevezetés az iszonyológiába (2007)
- A zsidók szégyene (tézisdráma Puzsér Róberttel, 2014)
- Apu azért iszik, mert te sírsz! (Puzsér Róberttel, 2016)
- Céljainkon túl – 21. századi buddhista tanulmányok a tudat, az idő és a valóság természetéről (2020)
- Apu azért iszik, mert te sírsz! – A jövő az, ami lenni szokott (Puzsér Róberttel, 2022)
- Patandzsali: Jóga-szútra (Tenigl-Takács Lászlóval, 2022)
- Spiritusz – Hermetika a 21. században (2022)
- Önmegváltástan – A Hetvenhét Megvilágosodás Könyve (2025)
- Triszmegisztosz Tarot – A Három Nagy Arkánum (Puzsér Róberttel, előkészületben)